# Берендеевы Поляны
Берендеевы Поляны — деревня в Судиславском сельском поселении Судиславского района Костромской области России. 

## География
Деревня расположена на берегу озера Юбилейное.

## История
В 1972 году была создана туристическая база «Берендеевы поляны». Населённый пункт образован в 2015 году.